# Hedda Hjortsberg
Hedda (Hedvig Katarina) eller Hedvig (Hedda) Christina Hjortsberg, senare Hedda Koersner, född 15 juni 1777, död 3 oktober 1867 i Västerås, var en svensk balettdansare, ansedd som den främsta av sin generation.  Hon har kallats för en av de första inhemska stjärnorna ur den svenska balettskolan.

## Biografi
Hedda Hjortsberg var dotter till Laurentius Hjortsberg, stenhuggare vid kungliga slottet, och operasångerskan Maria Lovisa Schützer, och syster till Lars Hjortsberg. 
Hon antogs som elev av Louis Gallodier vid nio års ålder 1786. Hon var premiärdansös vid Kungliga Baletten mellan 1791 och 1806.  
Hjortsberg blev ansedd som en av de främsta vid svenska baletten och kallades "den svenska scenens utmärktaste danserska" (1806). År 1800 gavs en recettbalett för "mademoiselle Hedda Hjortsberg." 
Marianne Ehrenström sade om henne att hon var publikens älskling, och beskriver henne som lika graciös och som en nymf; "une taille de nymphe, pétrie de graces, Terpsicore soulovée par les Zephirs." 

### Roller
Hedda Hjortsberg dansade rollerna Lucile i pantomimbaletten Det dubbla giftermålet av Jean-Rémy Marcadet mot Margaretha Christina Hallongren, Carl Dahlén, Joseph Saint-Fauraux Raimond och Carlo Caspare Simone Uttini säsongen 1790–91. 
Under säsongen 1800–01 spelade hon Leonore i Enleveringen av Louis Deland mot honom, Hallongren, Uttini, Luigi Taglioni och Charles Jean Ambrosiani. Samma säsong spelade hon även Diana i Diana och Kärleken av Deland mot Johan Fredrik Björkstrand, Deland, Hallongren, Casagli och Hedvig Elisabeth Millberg. 
Hon dansade även som Venus i Venus och Adonis av Deland mot H. Björkman, Casagli, Giovanni Battista Ambrosiani och Hallongren säsongen 1801–02, och som Frosine i Dansvurmen av Gardel mot Deland, Filippo Taglioni, Anna Christina Löfborg, Anders Ekholm, Raimond och Ambrosiani under säsongen 1803–04. 
Då Kungliga Operan 1809 öppnades efter tre års stängning uppträdde Hedda Hjortsberg som gästdansare med sin femåriga dotter i baletten Dansvurmen, som gavs som efterpjäs till Den polska gruvan. 1810 dansade hon i rollen som Äran i Gustavs dröm vid invigningen av den nyöppnade Operan.

## Familj
Hedda Hjortsberg gifte sig år 1804 med handelsmannen Erik Samuel Koersner (som dog en kort tid efter vigseln) och 1811 med bergmästare Abraham Abrahamsson Hülphers (1777–1839), son till Abraham Hülphers den yngre. Efter giftermålet uppträdde hon bara som tillfällig gästdansös. 
Hon avled år 1867 vid 90 års ålder i Västerås.